# Mistrzostwa Świata w Piłce Ręcznej Mężczyzn 2013
Mistrzostwa Świata w Piłce Ręcznej Mężczyzn 2013 – dwudzieste trzecie mistrzostwa świata w piłce ręcznej mężczyzn, oficjalny międzynarodowy turniej organizowany przez IHF mający na celu wyłonienie najlepszej męskiej reprezentacji narodowej w piłce ręcznej na świecie, który rozegrano we Hiszpanii w dniach 11–27 stycznia 2013 roku. W zawodach wystąpiły dwadzieścia cztery zespoły, automatycznie do mistrzostw zakwalifikowała się reprezentacja Francji jako mistrz świata z 2011 oraz reprezentacja Hiszpanii jako organizator zawodów. O pozostałe miejsca odbywały się zakończone w czerwcu 2012 roku kontynentalne kwalifikacje.
W zawodach triumfowali gospodarze, w finale łatwo pokonując Duńczyków. Dla Chorwatów, którzy zajęli trzecie miejsce, był to już trzeci brązowy medal dużej imprezy w ciągu roku.
Po zakończonym turnieju IHF opublikowała statystyki indywidualne i drużynowe.
Wszystkie spotkania były transmitowane w telewizji i Internecie. Transmisje telewizyjne emitowane przez ponad czterdzieści stacji docierały do 150 krajów na całym świecie, oficjalna strona IHF zanotowała zaś w czasie mistrzostw ponad dwa miliony odwiedzin. Przy turnieju akredytowanych było tysiąc sześciuset dziennikarzy.

## Wybór organizatora
Na spotkaniu Zarządu IHF w niemieckim Herzogenaurach 2 października 2010 roku przyznano Hiszpanii organizację mistrzostw. Kraj ten pozostał jedynym kandydatem po tym, jak wycofały się Norwegia, Dania i Korea Południowa. Hassan Moustafa, prezydent IHF, oraz Juan de Dios Román, prezes RFEBM, oficjalnie podpisali 5 grudnia 2010 roku umowę o organizację XXIII Mistrzostw Świata.
Były to pierwsze mistrzostwa świata organizowane w tym kraju.

## Terminarz
Od 11 do 19 stycznia odbywały się spotkania fazy grupowej, kolejne dwa dni przeznaczone były na mecze 1/8 finału, 23 i 25 stycznia rozegrane zostały odpowiednio ćwierćfinały i półfinały, mecze o medale natomiast zaplanowano na 26-27 stycznia. Oficjalne potwierdzenie wraz z godzinami rozpoczęcia spotkań uzgodnione z nadawcami telewizyjnymi zostało ogłoszone na początku września. Przed każdą rundą w fazie pucharowej terminarze były potwierdzane oddzielnym komunikatem.

## Obiekty
Podczas składania wniosku o organizację turnieju Real Federación Española de Balonmano przedstawiła wstępną listę dziewięciu obiektów w ośmiu miastach. Do organizacji mistrzostw zostało zaś wybranych sześć. Z uwagi na zamknięcie Madrid Arena ze względów bezpieczeństwa po stratowaniu przez tłum kilku osób madryckie spotkania zostały przeniesione do hali Caja Mágica po inspekcji i wyrażeniu zgody przez IHF.
| Barcelona                           | BarcelonaGuadalajaraGranollersMadrytSewillaSaragossa | Saragossa                         |
| ----------------------------------- | ---------------------------------------------------- | --------------------------------- |
| Palau Sant Jordi                    | BarcelonaGuadalajaraGranollersMadrytSewillaSaragossa | Pabellón Príncipe Felipe          |
| Pojemność: 16 500                   | BarcelonaGuadalajaraGranollersMadrytSewillaSaragossa | Pojemność: 11 000                 |
|                                     | BarcelonaGuadalajaraGranollersMadrytSewillaSaragossa |                                   |
| Madryt                              | BarcelonaGuadalajaraGranollersMadrytSewillaSaragossa | Sewilla                           |
| Caja Mágica                         | BarcelonaGuadalajaraGranollersMadrytSewillaSaragossa | Palacio de Deportes San Pablo     |
| Pojemność: 12 000                   | BarcelonaGuadalajaraGranollersMadrytSewillaSaragossa | Pojemność: 9 500                  |
|                                     | BarcelonaGuadalajaraGranollersMadrytSewillaSaragossa |                                   |
| Guadalajara                         | BarcelonaGuadalajaraGranollersMadrytSewillaSaragossa | Granollers                        |
| Polideportivo Municipal Aguas Vivas | BarcelonaGuadalajaraGranollersMadrytSewillaSaragossa | Palacio de Deportes de Granollers |
| Pojemność: 5 479                    | BarcelonaGuadalajaraGranollersMadrytSewillaSaragossa | Pojemność: 5 200                  |
|                                     | BarcelonaGuadalajaraGranollersMadrytSewillaSaragossa |                                   |

## Zespoły
| Kraj               | Strefa kwalifikacyjna                 | Mistrzostwa 2011 | Najlepszy wynik                      |
| ------------------ | ------------------------------------- | ---------------- | ------------------------------------ |
| Hiszpania          | Gospodarz                             | 3. miejsce       | Mistrzostwo (2005)                   |
| Francja            | Mistrz Świata 2011                    | Mistrzostwo      | Mistrzostwo (1995, 2001, 2009, 2011) |
| Dania              | Mistrz Europy 2012                    | 2. miejsce       | 2. miejsce (1967, 2011)              |
| Serbia             | Mistrzostwa Europy 2012 - 2. miejsce  | 10. miejsce      | Mistrzostwo (1986 - jako Jugosławia) |
| Chorwacja          | Mistrzostwa Europy 2012 - 3. miejsce  | 5. miejsce       | Mistrzostwo (2003)                   |
| Rosja              | europejski play-off                   | –                | Mistrzostwo (1993, 1997)             |
| Słowenia           | europejski play-off                   | –                | 10. miejsce (1997)                   |
| Czarnogóra         | europejski play-off                   | –                | –                                    |
| Węgry              | europejski play-off                   | 7. miejsce       | 2. miejsce (1986)                    |
| Macedonia Północna | europejski play-off                   | 19. miejsce      | 11. miejsce (2009)                   |
| Islandia           | europejski play-off                   | 6. miejsce       | 2. miejsce (1997)                    |
| Niemcy             | europejski play-off                   | 11. miejsce      | Mistrzostwo (1938, 1978, 2007)       |
| Białoruś           | europejski play-off                   | –                | 9. miejsce (1995)                    |
| Polska             | europejski play-off                   | 8. miejsce       | 2. miejsce (2007)                    |
| Tunezja            | Mistrz Afryki 2012                    | 20. miejsce      | 4. miejsce (2005)                    |
| Algieria           | Mistrzostwa Afryki 2012 - 2. miejsce  | 15. miejsce      | 13. miejsce (1999)                   |
| Egipt              | Mistrzostwa Afryki 2012 - 3. miejsce  | 14. miejsce      | 4. miejsce (2001)                    |
| Korea Południowa   | Mistrz Azji 2012                      | 13. miejsce      | 8. miejsce (1997)                    |
| Katar              | Mistrzostwa Azji 2012 - 2. miejsce    | –                | 16. miejsce (2003)                   |
| Arabia Saudyjska   | Mistrzostwa Azji 2012 - 3. miejsce    | –                | 19. miejsce (2003)                   |
| Argentyna          | Mistrz Ameryki 2012                   | 12. miejsce      | 12. miejsce (2011)                   |
| Brazylia           | Mistrzostwa Ameryki 2012 - 2. miejsce | 21. miejsce      | 13. miejsce (1958)                   |
| Chile              | Mistrzostwa Ameryki 2012 - 3. miejsce | 22. miejsce      | 22. miejsce (2011)                   |
| Australia          | Mistrz Oceanii                        | 24. miejsce      | 21. miejsce (2001)                   |

## Sędziowie
Sędziowie zawodów wyznaczeni przez IHF.
| Brazylia  | Jesus Nilson Aires Menezes Rogério Aparecido Pinto |
| Chorwacja | Matija Gubica Boris Milošević                      |
| Czechy    | Václav Horáček Jiří Novotný                        |
| Hiszpania | Óscar López Ángel Ramírez                          |
| Islandia  | Hlynur Leifsson Anton Pálsson                      |
| Katar     | Saleh Bamutref Mansour Al-Suwaidi                  |
| Macedonia | Ǵorǵe Naczewski Sławko Nikołow                     |
| Niemcy    | Lars Geipel Marcus Helbig                          |

| Norwegia                     | Kenneth Abrahamsen Arne Kristiansen        |
| Portugalia                   | Ivan Caçador Eurico Nicolau                |
| Rumunia                      | Bogdan Stark Romeo Ștefan                  |
| Serbia                       | Nenad Nikolić Dušan Stojković              |
| Słowacja                     | Michal Baďura Jaroslav Ondogrecula         |
| Słowenia                     | Nenad Krstič Peter Ljubič                  |
| Wybrzeże Kości Słoniowej     | Yalatima Nanga Couliabaly Mamoudou Diabaté |
| Zjednoczone Emiraty Arabskie | Omar Al-Marzouqi Mohammad Rashid Al-Nuaimi |

## Losowanie grup
Losowanie grup odbyło się 19 lipca 2012 roku w Madrycie. Przed losowaniem drużyny zostały podzielone na sześć koszyków.
| Koszyk 1  |
| --------- |
| Francja   |
| Dania     |
| Hiszpania |
| Serbia    |

| Koszyk 2           |
| ------------------ |
| Chorwacja          |
| Macedonia Północna |
| Słowenia           |
| Niemcy             |

| Koszyk 3  |
| --------- |
| Węgry     |
| Polska    |
| Islandia  |
| Argentyna |

| Koszyk 4         |
| ---------------- |
| Korea Południowa |
| Tunezja          |
| Algieria         |
| Katar            |

| Koszyk 5   |
| ---------- |
| Czarnogóra |
| Rosja      |
| Białoruś   |
| Egipt      |

| Koszyk 6         |
| ---------------- |
| Brazylia         |
| Chile            |
| Arabia Saudyjska |
| Australia        |

W wyniku losowania wyłonione zostały cztery grupy liczące po sześć zespołów.
| Grupa A Barcelona/Granollers | Grupa B Sewilla    | Grupa C Saragossa | Grupa D Madryt |
| ---------------------------- | ------------------ | ----------------- | -------------- |
| Francja                      | Dania              | Serbia            | Hiszpania      |
| Niemcy                       | Macedonia Północna | Słowenia          | Chorwacja      |
| Argentyna                    | Islandia           | Polska            | Węgry          |
| Tunezja                      | Katar              | Korea Południowa  | Algieria       |
| Czarnogóra                   | Rosja              | Białoruś          | Egipt          |
| Brazylia                     | Chile              | Arabia Saudyjska  | Australia      |

## Faza grupowa

### Grupa A
| 12 stycznia 201316:00 | Niemcy     | 33:22(12:10) | Brazylia                             | Palacio de Deportes de Granollers, Granollers Widzów: 4000 Sędzia: Matija Gubica, Boris Milošević |
| 12 stycznia 201316:00 | Weinhold 7 | 33:22(12:10) | 4 Pacheco · 4 Patrianova · 4 Cardoso | Palacio de Deportes de Granollers, Granollers Widzów: 4000 Sędzia: Matija Gubica, Boris Milošević |
| 12 stycznia 201316:00 | 1× · 3×    | 33:22(12:10) | 3× · 3×                              | Palacio de Deportes de Granollers, Granollers Widzów: 4000 Sędzia: Matija Gubica, Boris Milošević |

| 12 stycznia 201318:15 | Argentyna | 28:26(13:12) | Czarnogóra   | Palacio de Deportes de Granollers, Granollers Sędzia: Omar Al-Marzouqi, Mohammad Rashid Al-Nuaimi |
| 12 stycznia 201318:15 | Simonet 7 | 28:26(13:12) | 6 Roganović  | Palacio de Deportes de Granollers, Granollers Sędzia: Omar Al-Marzouqi, Mohammad Rashid Al-Nuaimi |
| 12 stycznia 201318:15 | 3× · 3×   | 28:26(13:12) | 5× · 3× · 1× | Palacio de Deportes de Granollers, Granollers Sędzia: Omar Al-Marzouqi, Mohammad Rashid Al-Nuaimi |

| 12 stycznia 201320:45 | Francja               | 30:27(13:14) | Tunezja   | Palacio de Deportes de Granollers, Granollers Widzów: 4500 Sędzia: Óscar López, Ángel Ramírez |
| 12 stycznia 201320:45 | Fernandez 6 · Abalo 6 | 30:27(13:14) | 7 Bannour | Palacio de Deportes de Granollers, Granollers Widzów: 4500 Sędzia: Óscar López, Ángel Ramírez |
| 12 stycznia 201320:45 | 3× · 3×               | 30:27(13:14) | 7× · 3×   | Palacio de Deportes de Granollers, Granollers Widzów: 4500 Sędzia: Óscar López, Ángel Ramírez |

| 13 stycznia 201315:00 | Brazylia  | 24:20(9:8) | Argentyna               | Palacio de Deportes de Granollers, Granollers Widzów: 3000 Sędzia: Óscar López, Ángel Ramírez |
| 13 stycznia 201315:00 | Pacheco 8 | 24:20(9:8) | 5 Fernández · 5 Simonet | Palacio de Deportes de Granollers, Granollers Widzów: 3000 Sędzia: Óscar López, Ángel Ramírez |
| 13 stycznia 201315:00 | 7× · 3×   | 24:20(9:8) | 6× · 3×                 | Palacio de Deportes de Granollers, Granollers Widzów: 3000 Sędzia: Óscar López, Ángel Ramírez |

| 13 stycznia 201317:20 | Tunezja   | 25:23(13:13) | Niemcy           | Palacio de Deportes de Granollers, Granollers Sędzia: Hlynur Leifsson, Anton Pálsson |
| 13 stycznia 201317:20 | Dżalluz 8 | 25:23(13:13) | 7 Christophersen | Palacio de Deportes de Granollers, Granollers Sędzia: Hlynur Leifsson, Anton Pálsson |
| 13 stycznia 201317:20 | 5× · 3×   | 25:23(13:13) | 4× · 2×          | Palacio de Deportes de Granollers, Granollers Sędzia: Hlynur Leifsson, Anton Pálsson |

| 13 stycznia 201319:30 | Czarnogóra   | 20:32(11:17) | Francja     | Palacio de Deportes de Granollers, Granollers Widzów: 5200 Sędzia: Matija Gubica, Boris Milošević |
| 13 stycznia 201319:30 | Ševaljević 5 | 20:32(11:17) | 6 Fernandez | Palacio de Deportes de Granollers, Granollers Widzów: 5200 Sędzia: Matija Gubica, Boris Milošević |
| 13 stycznia 201319:30 | 3× · 3× · 1× | 20:32(11:17) | 1× · 3×     | Palacio de Deportes de Granollers, Granollers Widzów: 5200 Sędzia: Matija Gubica, Boris Milošević |

| 15 stycznia 201316:00 | Tunezja               | 27:25(11:11) | Czarnogóra | Palacio de Deportes de Granollers, Granollers Widzów: 2300 Sędzia: Ignacio García, Andreu Marín |
| 15 stycznia 201316:00 | Toumi 5 · Ben Salah 5 | 27:25(11:11) | 6 Melić    | Palacio de Deportes de Granollers, Granollers Widzów: 2300 Sędzia: Ignacio García, Andreu Marín |
| 15 stycznia 201316:00 | 5× · 4×               | 27:25(11:11) | 4× · 3×    | Palacio de Deportes de Granollers, Granollers Widzów: 2300 Sędzia: Ignacio García, Andreu Marín |

| 15 stycznia 201318:15 | Niemcy    | 31:27(17:13) | Argentyna | Palacio de Deportes de Granollers, Granollers Sędzia: Bogdan Stark, Romeo Ștefan |
| 15 stycznia 201318:15 | Wiencek 5 | 31:27(17:13) | 9 Simonet | Palacio de Deportes de Granollers, Granollers Sędzia: Bogdan Stark, Romeo Ștefan |
| 15 stycznia 201318:15 | 6× · 3×   | 31:27(17:13) | 5× · 3×   | Palacio de Deportes de Granollers, Granollers Sędzia: Bogdan Stark, Romeo Ștefan |

| 15 stycznia 201320:45 | Francja  | 27:22(12:5) | Brazylia | Palacio de Deportes de Granollers, Granollers Widzów: 3400 Sędzia: Óscar López, Ángel Ramírez |
| 15 stycznia 201320:45 | Guigou 6 | 27:22(12:5) | 4 Pozzer | Palacio de Deportes de Granollers, Granollers Widzów: 3400 Sędzia: Óscar López, Ángel Ramírez |
| 15 stycznia 201320:45 | 2×       | 27:22(12:5) | 4× · 3×  | Palacio de Deportes de Granollers, Granollers Widzów: 3400 Sędzia: Óscar López, Ángel Ramírez |

| 16 stycznia 201316:00 | Brazylia  | 27:22(13:11) | Tunezja      | Palacio de Deportes de Granollers, Granollers Sędzia: Matija Gubica, Boris Milošević |
| 16 stycznia 201316:00 | Cândido 5 | 27:22(13:11) | 6 Alouini    | Palacio de Deportes de Granollers, Granollers Sędzia: Matija Gubica, Boris Milošević |
| 16 stycznia 201316:00 | 1× · 3×   | 27:22(13:11) | 5× · 3× · 1× | Palacio de Deportes de Granollers, Granollers Sędzia: Matija Gubica, Boris Milošević |

| 16 stycznia 201318:30 | Niemcy                 | 29:21(13:11) | Czarnogóra | Palacio de Deportes de Granollers, Granollers Widzów: 3600 Sędzia: Michal Baďura, Jaroslav Ondogrecula |
| 16 stycznia 201318:30 | Theuerkauf 4 · Klein 4 | 29:21(13:11) | 7 Melić    | Palacio de Deportes de Granollers, Granollers Widzów: 3600 Sędzia: Michal Baďura, Jaroslav Ondogrecula |
| 16 stycznia 201318:30 | 4× · 4×                | 29:21(13:11) | 5× · 4×    | Palacio de Deportes de Granollers, Granollers Widzów: 3600 Sędzia: Michal Baďura, Jaroslav Ondogrecula |

| 16 stycznia 201320:45 | Argentyna | 23:35(6:19) | Francja    | Palacio de Deportes de Granollers, Granollers Widzów: 2800 Sędzia: Ignacio García, Andreu Marín |
| 16 stycznia 201320:45 | Simonet 8 | 23:35(6:19) | 7 Honrubia | Palacio de Deportes de Granollers, Granollers Widzów: 2800 Sędzia: Ignacio García, Andreu Marín |
| 16 stycznia 201320:45 | 5× · 3×   | 23:35(6:19) | 4× · 3×    | Palacio de Deportes de Granollers, Granollers Widzów: 2800 Sędzia: Ignacio García, Andreu Marín |

| 18 stycznia 201316:00 | Argentyna | 18:22(6:7) | Tunezja     | Palau Sant Jordi, Barcelona Sędzia: Óscar López, Ángel Ramírez |
| 18 stycznia 201316:00 | Simonet 4 | 18:22(6:7) | 5 Ben Salah | Palau Sant Jordi, Barcelona Sędzia: Óscar López, Ángel Ramírez |
| 18 stycznia 201316:00 | 3× · 3×   | 18:22(6:7) | 5× · 4×     | Palau Sant Jordi, Barcelona Sędzia: Óscar López, Ángel Ramírez |

| 18 stycznia 201318:15 | Francja     | 30:32(16:16) | Niemcy     | Palau Sant Jordi, Barcelona Widzów: 10 000 Sędzia: Ignacio García, Andreu Marín |
| 18 stycznia 201318:15 | Karabatić 8 | 30:32(16:16) | 6 Groetzki | Palau Sant Jordi, Barcelona Widzów: 10 000 Sędzia: Ignacio García, Andreu Marín |
| 18 stycznia 201318:15 | 4× · 4×     | 30:32(16:16) | 7× · 3×    | Palau Sant Jordi, Barcelona Widzów: 10 000 Sędzia: Ignacio García, Andreu Marín |

| 18 stycznia 201320:45 | Czarnogóra | 25:26(10:11) | Brazylia  | Palau Sant Jordi, Barcelona Widzów: 2000 Sędzia: Omar Al-Marzouqi, Mohammad Rashid Al-Nuaimi |
| 18 stycznia 201320:45 | Rakčević 7 | 25:26(10:11) | 5 Pacheco | Palau Sant Jordi, Barcelona Widzów: 2000 Sędzia: Omar Al-Marzouqi, Mohammad Rashid Al-Nuaimi |
| 18 stycznia 201320:45 | 4× · 3×    | 25:26(10:11) | 5× · 3×   | Palau Sant Jordi, Barcelona Widzów: 2000 Sędzia: Omar Al-Marzouqi, Mohammad Rashid Al-Nuaimi |

### Grupa B
| 12 stycznia 201315:45 | Macedonia Północna | 30:28(12:10) | Chile     | Palacio de Deportes San Pablo, Sewilla Sędzia: Yalatima Nanga Couliabaly, Mamoudou Diabaté |
| 12 stycznia 201315:45 | K. Łazarow 8       | 30:28(12:10) | 8 Salinas | Palacio de Deportes San Pablo, Sewilla Sędzia: Yalatima Nanga Couliabaly, Mamoudou Diabaté |
| 12 stycznia 201315:45 | 3× · 3×            | 30:28(12:10) | 4× · 3×   | Palacio de Deportes San Pablo, Sewilla Sędzia: Yalatima Nanga Couliabaly, Mamoudou Diabaté |

| 12 stycznia 201318:00 | Islandia     | 25:30(13:14) | Rosja    | Palacio de Deportes San Pablo, Sewilla Sędzia: Václav Horáček, Jiří Novotný |
| 12 stycznia 201318:00 | Sigurðsson 7 | 25:30(13:14) | 6 Gorbok | Palacio de Deportes San Pablo, Sewilla Sędzia: Václav Horáček, Jiří Novotný |
| 12 stycznia 201318:00 | 5× · 2× · 1× | 25:30(13:14) | 3× · 3×  | Palacio de Deportes San Pablo, Sewilla Sędzia: Václav Horáček, Jiří Novotný |

| 12 stycznia 201320:15 | Dania                 | 41:27(19:13) | Katar                  | Palacio de Deportes San Pablo, Sewilla Sędzia: Nenad Nikolić, Dušan Stojković |
| 12 stycznia 201320:15 | Eggert 8 · Lindberg 8 | 41:27(19:13) | 4 Abdelhak · 4 Alrayes | Palacio de Deportes San Pablo, Sewilla Sędzia: Nenad Nikolić, Dušan Stojković |
| 12 stycznia 201320:15 | 4× · 3×               | 41:27(19:13) | 5× · 3×                | Palacio de Deportes San Pablo, Sewilla Sędzia: Nenad Nikolić, Dušan Stojković |

| 13 stycznia 201315:45 | Chile           | 22:38(11:18) | Islandia       | Palacio de Deportes San Pablo, Sewilla Sędzia: Nenad Nikolić, Dušan Stojković |
| 13 stycznia 201315:45 | E. Feuchtmann 6 | 22:38(11:18) | 7 Sigtryggsson | Palacio de Deportes San Pablo, Sewilla Sędzia: Nenad Nikolić, Dušan Stojković |
| 13 stycznia 201315:45 | 1× · 3× · 1×    | 22:38(11:18) | 6× · 3×        | Palacio de Deportes San Pablo, Sewilla Sędzia: Nenad Nikolić, Dušan Stojković |

| 13 stycznia 201318:00 | Katar                  | 30:34(13:21) | Macedonia Północna | Palacio de Deportes San Pablo, Sewilla Sędzia: Ivan Caçador, Eurico Nicolau |
| 13 stycznia 201318:00 | Boumendjel 5 · Osman 5 | 30:34(13:21) | 9 K. Łazarow       | Palacio de Deportes San Pablo, Sewilla Sędzia: Ivan Caçador, Eurico Nicolau |
| 13 stycznia 201318:00 | 4× · 3×                | 30:34(13:21) | 5× · 3×            | Palacio de Deportes San Pablo, Sewilla Sędzia: Ivan Caçador, Eurico Nicolau |

| 13 stycznia 201320:15 | Rosja     | 27:31(13:14) | Dania       | Palacio de Deportes San Pablo, Sewilla Sędzia: Nenad Krstič, Peter Ljubič |
| 13 stycznia 201320:15 | Dibirow 7 | 27:31(13:14) | 6 Markussen | Palacio de Deportes San Pablo, Sewilla Sędzia: Nenad Krstič, Peter Ljubič |
| 13 stycznia 201320:15 | 4× · 2×   | 27:31(13:14) | 1× · 3×     | Palacio de Deportes San Pablo, Sewilla Sędzia: Nenad Krstič, Peter Ljubič |

| 15 stycznia 201315:45 | Katar   | 22:29(13:16) | Rosja        | Palacio de Deportes San Pablo, Sewilla Sędzia: Nenad Nikolić, Dušan Stojković |
| 15 stycznia 201315:45 | Sinen 5 | 22:29(13:16) | 6 Dibirow    | Palacio de Deportes San Pablo, Sewilla Sędzia: Nenad Nikolić, Dušan Stojković |
| 15 stycznia 201315:45 | 6× · 2× | 22:29(13:16) | 5× · 3× · 1× | Palacio de Deportes San Pablo, Sewilla Sędzia: Nenad Nikolić, Dušan Stojković |

| 15 stycznia 201318:00 | Macedonia Północna | 19:23(10:10) | Islandia     | Palacio de Deportes San Pablo, Sewilla Sędzia: Václav Horáček, Jiří Novotný |
| 15 stycznia 201318:00 | Manaskow 5         | 19:23(10:10) | 9 Sigurðsson | Palacio de Deportes San Pablo, Sewilla Sędzia: Václav Horáček, Jiří Novotný |
| 15 stycznia 201318:00 | 3× · 4×            | 19:23(10:10) | 3× · 4×      | Palacio de Deportes San Pablo, Sewilla Sędzia: Václav Horáček, Jiří Novotný |

| 15 stycznia 201320:15 | Dania    | 43:24(17:13) | Chile      | Palacio de Deportes San Pablo, Sewilla Sędzia: Ivan Caçador, Eurico Nicolau |
| 15 stycznia 201320:15 | Eggert 9 | 43:24(17:13) | 10 Salinas | Palacio de Deportes San Pablo, Sewilla Sędzia: Ivan Caçador, Eurico Nicolau |
| 15 stycznia 201320:15 | 4× · 3×  | 43:24(17:13) | 5× · 3×    | Palacio de Deportes San Pablo, Sewilla Sędzia: Ivan Caçador, Eurico Nicolau |

| 16 stycznia 201315:45 | Macedonia Północna | 29:29(13:16) | Rosja        | Palacio de Deportes San Pablo, Sewilla Sędzia: Ivan Caçador, Eurico Nicolau |
| 16 stycznia 201315:45 | K. Łazarow 10      | 29:29(13:16) | 8 Dibirow    | Palacio de Deportes San Pablo, Sewilla Sędzia: Ivan Caçador, Eurico Nicolau |
| 16 stycznia 201315:45 | 3× · 4×            | 29:29(13:16) | 6× · 4× · 1× | Palacio de Deportes San Pablo, Sewilla Sędzia: Ivan Caçador, Eurico Nicolau |

| 16 stycznia 201318:00 | Chile     | 23:31(9:16) | Katar   | Palacio de Deportes San Pablo, Sewilla Sędzia: Yalatima Nanga Couliabaly, Mamoudou Diabaté |
| 16 stycznia 201318:00 | Salinas 7 | 23:31(9:16) | 8 Aziza | Palacio de Deportes San Pablo, Sewilla Sędzia: Yalatima Nanga Couliabaly, Mamoudou Diabaté |
| 16 stycznia 201318:00 | 4× · 2×   | 23:31(9:16) | 6× · 3× | Palacio de Deportes San Pablo, Sewilla Sędzia: Yalatima Nanga Couliabaly, Mamoudou Diabaté |

| 16 stycznia 201320:15 | Islandia     | 28:36(13:16) | Dania               | Palacio de Deportes San Pablo, Sewilla Sędzia: Nenad Nikolić, Dušan Stojković |
| 16 stycznia 201320:15 | Gústavsson 8 | 28:36(13:16) | 7 Eggert · 7 Hansen | Palacio de Deportes San Pablo, Sewilla Sędzia: Nenad Nikolić, Dušan Stojković |
| 16 stycznia 201320:15 | 4× · 3×      | 28:36(13:16) | 3× · 3×             | Palacio de Deportes San Pablo, Sewilla Sędzia: Nenad Nikolić, Dušan Stojković |

| 18 stycznia 201315:45 | Rosja      | 36:24(18:13) | Chile        | Palacio de Deportes San Pablo, Sewilla Sędzia: Ivan Caçador, Eurico Nicolau |
| 18 stycznia 201315:45 | Dibirow 11 | 36:24(18:13) | 9 Feuchtmann | Palacio de Deportes San Pablo, Sewilla Sędzia: Ivan Caçador, Eurico Nicolau |
| 18 stycznia 201315:45 | 6× · 3×    | 36:24(18:13) | 4× · 3×      | Palacio de Deportes San Pablo, Sewilla Sędzia: Ivan Caçador, Eurico Nicolau |

| 18 stycznia 201318:00 | Islandia      | 39:29(19:14) | Katar   | Palacio de Deportes San Pablo, Sewilla Sędzia: Václav Horáček, Jiří Novotný |
| 18 stycznia 201318:00 | Sigurðsson 10 | 39:29(19:14) | 8 Sinen | Palacio de Deportes San Pablo, Sewilla Sędzia: Václav Horáček, Jiří Novotný |
| 18 stycznia 201318:00 | 5× · 3×       | 39:29(19:14) | 2× · 4× | Palacio de Deportes San Pablo, Sewilla Sędzia: Václav Horáček, Jiří Novotný |

| 18 stycznia 201320:15 | Dania    | 33:30(13:14) | Macedonia Północna          | Palacio de Deportes San Pablo, Sewilla Sędzia: Yalatima Nanga Couliabaly, Mamoudou Diabaté |
| 18 stycznia 201320:15 | Hansen 5 | 33:30(13:14) | 5 F. Łazarow · 5 K. Łazarow | Palacio de Deportes San Pablo, Sewilla Sędzia: Yalatima Nanga Couliabaly, Mamoudou Diabaté |
| 18 stycznia 201320:15 | 2× · 3×  | 33:30(13:14) | 4× · 4×                     | Palacio de Deportes San Pablo, Sewilla Sędzia: Yalatima Nanga Couliabaly, Mamoudou Diabaté |

### Grupa C
| 12 stycznia 201315:45 | Serbia  | 31:22(13:9) | Korea Południowa | Pabellón Príncipe Felipe, Saragossa Sędzia: Michal Baďura, Jaroslav Ondogrecula |
| 12 stycznia 201315:45 | Ilić 7  | 31:22(13:9) | 6 Hyowon         | Pabellón Príncipe Felipe, Saragossa Sędzia: Michal Baďura, Jaroslav Ondogrecula |
| 12 stycznia 201315:45 | 3× · 3× | 31:22(13:9) | 3× · 2×          | Pabellón Príncipe Felipe, Saragossa Sędzia: Michal Baďura, Jaroslav Ondogrecula |

| 12 stycznia 201320:15 | Słowenia | 32:22(17:15) | Arabia Saudyjska          | Pabellón Príncipe Felipe, Saragossa Widzów: 3000 Sędzia: Hlynur Leifsson, Anton Pálsson |
| 12 stycznia 201320:15 | Marguč 6 | 32:22(17:15) | 5 Alobaidi · 5 Alabdulali | Pabellón Príncipe Felipe, Saragossa Widzów: 3000 Sędzia: Hlynur Leifsson, Anton Pálsson |
| 12 stycznia 201320:15 | 6× · 2×  | 32:22(17:15) | 8× · 3×                   | Pabellón Príncipe Felipe, Saragossa Widzów: 3000 Sędzia: Hlynur Leifsson, Anton Pálsson |

| 12 stycznia 201320:15 | Polska     | 24:22(14:9) | Białoruś  | Pabellón Príncipe Felipe, Saragossa Widzów: 3000 Sędzia: Bogdan Stark, Romeo Ștefan |
| 12 stycznia 201320:15 | Lijewski 7 | 24:22(14:9) | 9 Rutenka | Pabellón Príncipe Felipe, Saragossa Widzów: 3000 Sędzia: Bogdan Stark, Romeo Ștefan |
| 12 stycznia 201320:15 | 2× · 1×    | 24:22(14:9) | 4× · 2×   | Pabellón Príncipe Felipe, Saragossa Widzów: 3000 Sędzia: Bogdan Stark, Romeo Ștefan |

| 14 stycznia 201315:45 | Korea Południowa | 27:34(13:14) | Słowenia | Pabellón Príncipe Felipe, Saragossa Widzów: 500 Sędzia: Bogdan Stark, Romeo Ștefan |
| 14 stycznia 201315:45 | Kim 6 · Jeong 6  | 27:34(13:14) | 11 Gajić | Pabellón Príncipe Felipe, Saragossa Widzów: 500 Sędzia: Bogdan Stark, Romeo Ștefan |
| 14 stycznia 201315:45 | 1× · 3×          | 27:34(13:14) | 5× · 3×  | Pabellón Príncipe Felipe, Saragossa Widzów: 500 Sędzia: Bogdan Stark, Romeo Ștefan |

| 14 stycznia 201318:00 | Białoruś   | 28:34(13:20) | Serbia                           | Pabellón Príncipe Felipe, Saragossa Widzów: 1000 Sędzia: Hlynur Leifsson, Anton Pálsson |
| 14 stycznia 201318:00 | Rutenka 11 | 28:34(13:20) | 5 Vujin · 5 Nikčević · 5 Nenadić | Pabellón Príncipe Felipe, Saragossa Widzów: 1000 Sędzia: Hlynur Leifsson, Anton Pálsson |
| 14 stycznia 201318:00 | 6× · 3×    | 28:34(13:20) | 5× · 4×                          | Pabellón Príncipe Felipe, Saragossa Widzów: 1000 Sędzia: Hlynur Leifsson, Anton Pálsson |

| 14 stycznia 201320:15 | Arabia Saudyjska | 14:28(6:14) | Polska                     | Pabellón Príncipe Felipe, Saragossa Widzów: 1000 Sędzia: Saleh Bamutref, Mansour Al-Suwaidi |
| 14 stycznia 201320:15 | Alsalem 4        | 14:28(6:14) | 5 Bartczak · 5 Orzechowski | Pabellón Príncipe Felipe, Saragossa Widzów: 1000 Sędzia: Saleh Bamutref, Mansour Al-Suwaidi |
| 14 stycznia 201320:15 | 2× · 3×          | 14:28(6:14) | 5× · 2×                    | Pabellón Príncipe Felipe, Saragossa Widzów: 1000 Sędzia: Saleh Bamutref, Mansour Al-Suwaidi |

| 15 stycznia 201315:45 | Korea Południowa | 20:26(10:12) | Białoruś   | Pabellón Príncipe Felipe, Saragossa Widzów: 400 Sędzia: Mansour Al-Suwaidi, Saleh Bamutref |
| 15 stycznia 201315:45 | Eom 7            | 20:26(10:12) | 10 Rutenka | Pabellón Príncipe Felipe, Saragossa Widzów: 400 Sędzia: Mansour Al-Suwaidi, Saleh Bamutref |
| 15 stycznia 201315:45 | 5× · 3×          | 20:26(10:12) | 6× · 3×    | Pabellón Príncipe Felipe, Saragossa Widzów: 400 Sędzia: Mansour Al-Suwaidi, Saleh Bamutref |

| 15 stycznia 201318:00 | Serbia  | 30:20(12:10) | Arabia Saudyjska | Pabellón Príncipe Felipe, Saragossa Widzów: 700 Sędzia: Omar Al-Marzouqi, Mohammad Rashid Al-Nuaimi |
| 15 stycznia 201318:00 | Ilić 8  | 30:20(12:10) | 8 Alabdulali     | Pabellón Príncipe Felipe, Saragossa Widzów: 700 Sędzia: Omar Al-Marzouqi, Mohammad Rashid Al-Nuaimi |
| 15 stycznia 201318:00 | 9× · 4× | 30:20(12:10) | 4× · 3×          | Pabellón Príncipe Felipe, Saragossa Widzów: 700 Sędzia: Omar Al-Marzouqi, Mohammad Rashid Al-Nuaimi |

| 15 stycznia 201320:15 | Słowenia    | 25:24(11:14) | Polska                      | Pabellón Príncipe Felipe, Saragossa Widzów: 1500 Sędzia: Michal Baďura, Jaroslav Ondogrecula |
| 15 stycznia 201320:15 | Mačkovšek 8 | 25:24(11:14) | 5 B. Jurecki · 5 M. Jurecki | Pabellón Príncipe Felipe, Saragossa Widzów: 1500 Sędzia: Michal Baďura, Jaroslav Ondogrecula |
| 15 stycznia 201320:15 | 5× · 4×     | 25:24(11:14) | 1× · 4× · 1×                | Pabellón Príncipe Felipe, Saragossa Widzów: 1500 Sędzia: Michal Baďura, Jaroslav Ondogrecula |

| 17 stycznia 201315:45 | Słowenia | 27:26(12:17) | Białoruś  | Pabellón Príncipe Felipe, Saragossa Widzów: 700 Sędzia: Bogdan Stark,Romeo Ștefan |
| 17 stycznia 201315:45 | Gajić 8  | 27:26(12:17) | 9 Rutenka | Pabellón Príncipe Felipe, Saragossa Widzów: 700 Sędzia: Bogdan Stark,Romeo Ștefan |
| 17 stycznia 201315:45 | 3× · 3×  | 27:26(12:17) | 5× · 2×   | Pabellón Príncipe Felipe, Saragossa Widzów: 700 Sędzia: Bogdan Stark,Romeo Ștefan |

| 17 stycznia 201318:00 | Arabia Saudyjska | 24:22(11:13) | Korea Południowa | Pabellón Príncipe Felipe, Saragossa Widzów: 1200 Sędzia: Matija Gubica, Boris Milošević |
| 17 stycznia 201318:00 | Alsalem 5        | 24:22(11:13) | 6 Eom            | Pabellón Príncipe Felipe, Saragossa Widzów: 1200 Sędzia: Matija Gubica, Boris Milošević |
| 17 stycznia 201318:00 | 4× · 3×          | 24:22(11:13) | 4× · 3×          | Pabellón Príncipe Felipe, Saragossa Widzów: 1200 Sędzia: Matija Gubica, Boris Milošević |

| 17 stycznia 201320:15 | Polska       | 25:24(11:13) | Serbia       | Pabellón Príncipe Felipe, Saragossa Widzów: 2500 Sędzia: Lars Geipel, Marcus Helbig |
| 17 stycznia 201320:15 | B. Jurecki 9 | 25:24(11:13) | 9 Ilić       | Pabellón Príncipe Felipe, Saragossa Widzów: 2500 Sędzia: Lars Geipel, Marcus Helbig |
| 17 stycznia 201320:15 | 3× · 2×      | 25:24(11:13) | 5× · 3× · 1× | Pabellón Príncipe Felipe, Saragossa Widzów: 2500 Sędzia: Lars Geipel, Marcus Helbig |

| 19 stycznia 201315:45 | Białoruś    | 33:15(18:5) | Arabia Saudyjska | Pabellón Príncipe Felipe, Saragossa Widzów: 1300 Sędzia: Lars Geipel, Marcus Helbig |
| 19 stycznia 201315:45 | Szyłowicz 6 | 33:15(18:5) | 3 Alenbaawi      | Pabellón Príncipe Felipe, Saragossa Widzów: 1300 Sędzia: Lars Geipel, Marcus Helbig |
| 19 stycznia 201315:45 | 3×          | 33:15(18:5) | 3×               | Pabellón Príncipe Felipe, Saragossa Widzów: 1300 Sędzia: Lars Geipel, Marcus Helbig |

| 19 stycznia 201318:00 | Polska        | 33:25(18:11) | Korea Południowa | Pabellón Príncipe Felipe, Saragossa Widzów: 3000 Sędzia: Jesus Nilson Aires Menezes, Rogério Aparecido Pinto |
| 19 stycznia 201318:00 | B. Jurecki 10 | 33:25(18:11) | 9 Yoon           | Pabellón Príncipe Felipe, Saragossa Widzów: 3000 Sędzia: Jesus Nilson Aires Menezes, Rogério Aparecido Pinto |
| 19 stycznia 201318:00 | 5× · 2× · 1×  | 33:25(18:11) | 5× · 3×          | Pabellón Príncipe Felipe, Saragossa Widzów: 3000 Sędzia: Jesus Nilson Aires Menezes, Rogério Aparecido Pinto |

| 19 stycznia 201320:15 | Serbia  | 31:33(16:19) | Słowenia | Pabellón Príncipe Felipe, Saragossa Widzów: 4000 Sędzia: Hlynur Leifsson, Anton Pálsson |
| 19 stycznia 201320:15 | Vujin 7 | 31:33(16:19) | 7 Gajić  | Pabellón Príncipe Felipe, Saragossa Widzów: 4000 Sędzia: Hlynur Leifsson, Anton Pálsson |
| 19 stycznia 201320:15 | 4× · 4× | 31:33(16:19) | 6× · 4×  | Pabellón Príncipe Felipe, Saragossa Widzów: 4000 Sędzia: Hlynur Leifsson, Anton Pálsson |

### Grupa D
| 11 stycznia 201319:00 | Hiszpania | 27:14(14:5) | Algieria  | Caja Mágica, Madryt Widzów: 7400 Sędzia: Lars Geipel, Marcus Helbig |
| 11 stycznia 201319:00 | Tomás 8   | 27:14(14:5) | 4 Mokrani | Caja Mágica, Madryt Widzów: 7400 Sędzia: Lars Geipel, Marcus Helbig |
| 11 stycznia 201319:00 | 4× · 2×   | 27:14(14:5) | 5× · 3×   | Caja Mágica, Madryt Widzów: 7400 Sędzia: Lars Geipel, Marcus Helbig |

| 12 stycznia 201316:45 | Chorwacja | 36:13(17:4) | Australia    | Caja Mágica, Madryt Widzów: 2500 Sędzia: Jesus Menezes, Rogério Pinto |
| 12 stycznia 201316:45 | Horvat 8  | 36:13(17:4) | 5 Fletcher   | Caja Mágica, Madryt Widzów: 2500 Sędzia: Jesus Menezes, Rogério Pinto |
| 12 stycznia 201316:45 | 2× · 3×   | 36:13(17:4) | 6× · 2× · 1× | Caja Mágica, Madryt Widzów: 2500 Sędzia: Jesus Menezes, Rogério Pinto |

| 12 stycznia 201319:00 | Węgry     | 32:23(17:9) | Egipt     | Caja Mágica, Madryt Widzów: 2500 Sędzia: Ǵorgi Naczewski, Sławe Nikołow |
| 12 stycznia 201319:00 | Császár 8 | 32:23(17:9) | 5 Mostafa | Caja Mágica, Madryt Widzów: 2500 Sędzia: Ǵorgi Naczewski, Sławe Nikołow |
| 12 stycznia 201319:00 | 3× · 4×   | 32:23(17:9) | 5× · 3×   | Caja Mágica, Madryt Widzów: 2500 Sędzia: Ǵorgi Naczewski, Sławe Nikołow |

| 14 stycznia 201316:45 | Algieria | 20:31(12:15) | Chorwacja | Caja Mágica, Madryt Widzów: 1500 Sędzia: Michal Baďura, Jaroslav Ondogrecula |
| 14 stycznia 201316:45 | Daoud 6  | 20:31(12:15) | 8 Čupić   | Caja Mágica, Madryt Widzów: 1500 Sędzia: Michal Baďura, Jaroslav Ondogrecula |
| 14 stycznia 201316:45 | 4× · 2×  | 20:31(12:15) | 2× · 2×   | Caja Mágica, Madryt Widzów: 1500 Sędzia: Michal Baďura, Jaroslav Ondogrecula |

| 14 stycznia 201319:00 | Egipt     | 24:29(11:16) | Hiszpania | Caja Mágica, Madryt Widzów: 7500 Sędzia: Nenad Krstič, Peter Ljubič |
| 14 stycznia 201319:00 | Mostafa 5 | 24:29(11:16) | 6 Rivera  | Caja Mágica, Madryt Widzów: 7500 Sędzia: Nenad Krstič, Peter Ljubič |
| 14 stycznia 201319:00 | 3× · 3×   | 24:29(11:16) | 5× · 3×   | Caja Mágica, Madryt Widzów: 7500 Sędzia: Nenad Krstič, Peter Ljubič |

| 14 stycznia 201321:15 | Australia  | 13:43(6:20) | Węgry     | Caja Mágica, Madryt Widzów: 1500 Sędzia: Lars Geipel, Marcus Helbig |
| 14 stycznia 201321:15 | Fletcher 6 | 13:43(6:20) | 8 Császár | Caja Mágica, Madryt Widzów: 1500 Sędzia: Lars Geipel, Marcus Helbig |
| 14 stycznia 201321:15 | 3× · 3×    | 13:43(6:20) | 1× · 2×   | Caja Mágica, Madryt Widzów: 1500 Sędzia: Lars Geipel, Marcus Helbig |

| 15 stycznia 201316:45 | Algieria                          | 24:24(12:16) | Egipt     | Caja Mágica, Madryt Widzów: 1000 Sędzia: N. Yalatina Coulibaly, Mamadou Diabate |
| 15 stycznia 201316:45 | Chehbour 5 · Benali 5 · Mokrani 5 | 24:24(12:16) | 9 Mostafa | Caja Mágica, Madryt Widzów: 1000 Sędzia: N. Yalatina Coulibaly, Mamadou Diabate |
| 15 stycznia 201316:45 | 2× · 4×                           | 24:24(12:16) | 7× · 3×   | Caja Mágica, Madryt Widzów: 1000 Sędzia: N. Yalatina Coulibaly, Mamadou Diabate |

| 15 stycznia 201319:00 | Hiszpania | 51:11(24:6) | Australia | Caja Mágica, Madryt Widzów: 4500 Sędzia: Jesús Nilson Aires Menezes, Rogerio Aparecido Pinto |
| 15 stycznia 201319:00 | Rocas 9   | 51:11(24:6) | 4 Moncey  | Caja Mágica, Madryt Widzów: 4500 Sędzia: Jesús Nilson Aires Menezes, Rogerio Aparecido Pinto |
| 15 stycznia 201319:00 | 1× · 2×   | 51:11(24:6) | 9× · 3×   | Caja Mágica, Madryt Widzów: 4500 Sędzia: Jesús Nilson Aires Menezes, Rogerio Aparecido Pinto |

| 15 stycznia 201321:15 | Chorwacja | 30:21(15:11) | Węgry      | Caja Mágica, Madryt Widzów: 3000 Sędzia: Lars Geipel, Marcus Helbig |
| 15 stycznia 201321:15 | Čupić 8   | 30:21(15:11) | 5 Szöllősi | Caja Mágica, Madryt Widzów: 3000 Sędzia: Lars Geipel, Marcus Helbig |
| 15 stycznia 201321:15 | 2× · 4×   | 30:21(15:11) | 2× · 3×    | Caja Mágica, Madryt Widzów: 3000 Sędzia: Lars Geipel, Marcus Helbig |

| 17 stycznia 201316:45 | Australia | 15:39(6:14) | Algieria   | Caja Mágica, Madryt Widzów: 1000 Sędzia: Saleh Bamutref, Mansour Al-Suwaidi |
| 17 stycznia 201316:45 | Calvert 6 | 15:39(6:14) | 6 Chehbour | Caja Mágica, Madryt Widzów: 1000 Sędzia: Saleh Bamutref, Mansour Al-Suwaidi |
| 17 stycznia 201316:45 | 3× · 3×   | 15:39(6:14) | 3× · 2×    | Caja Mágica, Madryt Widzów: 1000 Sędzia: Saleh Bamutref, Mansour Al-Suwaidi |

| 17 stycznia 201319:00 | Węgry   | 22:28(14:14) | Hiszpania             | Caja Mágica, Madryt Widzów: 10 500 Sędzia: Nenad Krstič, Peter Ljubič |
| 17 stycznia 201319:00 | Nagy 6  | 22:28(14:14) | 6 Tomás · 6 Sarmiento | Caja Mágica, Madryt Widzów: 10 500 Sędzia: Nenad Krstič, Peter Ljubič |
| 17 stycznia 201319:00 | 6× · 3× | 22:28(14:14) | 3× · 4×               | Caja Mágica, Madryt Widzów: 10 500 Sędzia: Nenad Krstič, Peter Ljubič |

| 17 stycznia 201321:15 | Chorwacja                      | 24:20(11:9) | Egipt     | Caja Mágica, Madryt Widzów: 3500 Sędzia: Ǵorǵe Naczewski, Sławko Nikołow |
| 17 stycznia 201321:15 | Kopljar 4 · Štrlek 4 · Čupić 4 | 24:20(11:9) | 8 Mostafa | Caja Mágica, Madryt Widzów: 3500 Sędzia: Ǵorǵe Naczewski, Sławko Nikołow |
| 17 stycznia 201321:15 | 4× · 3×                        | 24:20(11:9) | 5× · 3×   | Caja Mágica, Madryt Widzów: 3500 Sędzia: Ǵorǵe Naczewski, Sławko Nikołow |

| 19 stycznia 201316:45 | Egipt    | 39:14(25:8) | Australia | Caja Mágica, Madryt Widzów: 2500 Sędzia: Nenad Krstič, Peter Ljubič |
| 19 stycznia 201316:45 | Hisham 7 | 39:14(25:8) | 5 Hedges  | Caja Mágica, Madryt Widzów: 2500 Sędzia: Nenad Krstič, Peter Ljubič |
| 19 stycznia 201316:45 | 1× · 3×  | 39:14(25:8) | 2× · 3×   | Caja Mágica, Madryt Widzów: 2500 Sędzia: Nenad Krstič, Peter Ljubič |

| 19 stycznia 201319:00 | Hiszpania | 25:27(13:15) | Chorwacja    | Caja Mágica, Madryt Widzów: 10 000 Sędzia: Václav Horáček, Jiří Novotný |
| 19 stycznia 201319:00 | Maqueda 7 | 25:27(13:15) | 8 Čupić      | Caja Mágica, Madryt Widzów: 10 000 Sędzia: Václav Horáček, Jiří Novotný |
| 19 stycznia 201319:00 | 6× · 3×   | 25:27(13:15) | 6× · 3× · 1× | Caja Mágica, Madryt Widzów: 10 000 Sędzia: Václav Horáček, Jiří Novotný |

| 19 stycznia 201321:15 | Węgry                           | 29:26(14:8) | Algieria  | Caja Mágica, Madryt Widzów: 3000 Sędzia: Ǵorǵe Naczewski, Sławko Nikołow |
| 19 stycznia 201321:15 | Harsányi 5 · Ancsin 5 · Lékai 5 | 29:26(14:8) | 7 Berkous | Caja Mágica, Madryt Widzów: 3000 Sędzia: Ǵorǵe Naczewski, Sławko Nikołow |
| 19 stycznia 201321:15 | 6× · 3×                         | 29:26(14:8) | 7× · 3×   | Caja Mágica, Madryt Widzów: 3000 Sędzia: Ǵorǵe Naczewski, Sławko Nikołow |

## President’s Cup

### Mecze o 21. miejsce
|  |                        |                  |                  |                        |    |            |            |       |
|  | Półfinały              | Półfinały        | Półfinały        |                        |    | Finał      | Finał      | Finał |
|  | Półfinały              | Półfinały        | Półfinały        |                        |    | Finał      | Finał      | Finał |
|  | 21 stycznia 2013 17:45 |                  |                  |                        |    |            |            |       |
|  |                        |                  |                  |                        |    |            |            |       |
|  | Czarnogóra             | Czarnogóra       | 35               |                        |    |            |            |       |
|  | Czarnogóra             | Czarnogóra       | 35               | 22 stycznia 2013 15:30 |    |            |            |       |
|  | Chile                  | Chile            | 31               |                        |    |            |            |       |
|  | Chile                  | Chile            | 31               |                        |    | Czarnogóra | Czarnogóra | 27    |
|  | 21 stycznia 2013 20:00 |                  |                  |                        |    | Czarnogóra | Czarnogóra | 27    |
|  |                        |                  | Korea Południowa | Korea Południowa       | 30 |            |            |       |
|  | Korea Południowa       | Korea Południowa | Korea Południowa | Korea Południowa       | 30 | 36         |            |       |
|  | Korea Południowa       | Korea Południowa |                  |                        |    |            |            |       |
|  | Australia              | Australia        | 14               |                        |    |            |            |       |
|  | Australia              | Australia        | 14               | Mecz o 3. miejsce      |    |            |            |       |
|  |                        |                  |                  |                        |    |            |            |       |
|  | 22 stycznia 2013 13:15 |                  |                  |                        |    |            |            |       |
|  |                        |                  |                  |                        |    |            |            |       |
|  | Chile                  | Chile            | 32               |                        |    |            |            |       |
|  | Chile                  | Chile            | 32               |                        |    |            |            |       |
|  | Australia              | Australia        | 23               |                        |    |            |            |       |
|  | Australia              | Australia        | 23               |                        |    |            |            |       |

Półfinały
| 21 stycznia 201317:45 | Czarnogóra  | 35:31(18:11) | Chile        | Polideportivo Municipal Aguas Vivas, Guadalajara Widzów: 500 Sędzia: Omar Al-Marzouqi, Mohammad Rashid Al-Nuaimi |
| 21 stycznia 201317:45 | Roganović 9 | 35:31(18:11) | 8 Feuchtmann | Polideportivo Municipal Aguas Vivas, Guadalajara Widzów: 500 Sędzia: Omar Al-Marzouqi, Mohammad Rashid Al-Nuaimi |
| 21 stycznia 201317:45 | 5× · 3×     | 35:31(18:11) | 3× · 2×      | Polideportivo Municipal Aguas Vivas, Guadalajara Widzów: 500 Sędzia: Omar Al-Marzouqi, Mohammad Rashid Al-Nuaimi |

| 21 stycznia 201320:00 | Korea Południowa | 36:14(19:6) | Australia | Polideportivo Municipal Aguas Vivas, Guadalajara Widzów: 500 Sędzia: Saleh Bamutref, Mansour Al-Suwaidi |
| 21 stycznia 201320:00 | Lee 7            | 36:14(19:6) | 4 Kelly   | Polideportivo Municipal Aguas Vivas, Guadalajara Widzów: 500 Sędzia: Saleh Bamutref, Mansour Al-Suwaidi |
| 21 stycznia 201320:00 | 3× · 2×          | 36:14(19:6) | 3× · 3×   | Polideportivo Municipal Aguas Vivas, Guadalajara Widzów: 500 Sędzia: Saleh Bamutref, Mansour Al-Suwaidi |

Mecz o 23. miejsce
| 22 stycznia 201313:15 | Chile                     | 32:23(17:10) | Australia | Polideportivo Municipal Aguas Vivas, Guadalajara Widzów: 1000 Sędzia: Menezes, Pinto |
| 22 stycznia 201313:15 | Feuchtmann 6 · Martínez 6 | 32:23(17:10) | 8 Calvert | Polideportivo Municipal Aguas Vivas, Guadalajara Widzów: 1000 Sędzia: Menezes, Pinto |
| 22 stycznia 201313:15 | 4× · 3×                   | 32:23(17:10) | 4× · 3×   | Polideportivo Municipal Aguas Vivas, Guadalajara Widzów: 1000 Sędzia: Menezes, Pinto |

Mecz o 21. miejsce
| 22 stycznia 201315:30 | Czarnogóra    | 27:30(13:12) | Korea Południowa | Polideportivo Municipal Aguas Vivas, Guadalajara Widzów: 500 Sędzia: Al-Suwaidi, Bamutref |
| 22 stycznia 201315:30 | Sevaljević 11 | 27:30(13:12) | 8 Jeong          | Polideportivo Municipal Aguas Vivas, Guadalajara Widzów: 500 Sędzia: Al-Suwaidi, Bamutref |
| 22 stycznia 201315:30 | 5× · 3×       | 27:30(13:12) | 1× · 3×          | Polideportivo Municipal Aguas Vivas, Guadalajara Widzów: 500 Sędzia: Al-Suwaidi, Bamutref |

### Mecze o 17. miejsce
|  |                        |                  |           |                        |    |           |           |       |
|  | Półfinały              | Półfinały        | Półfinały |                        |    | Finał     | Finał     | Finał |
|  | Półfinały              | Półfinały        | Półfinały |                        |    | Finał     | Finał     | Finał |
|  | 21 stycznia 2013 13:15 |                  |           |                        |    |           |           |       |
|  |                        |                  |           |                        |    |           |           |       |
|  | Argentyna              | Argentyna        | 30        |                        |    |           |           |       |
|  | Argentyna              | Argentyna        | 30        | 22 stycznia 2013 20:00 |    |           |           |       |
|  | Katar                  | Katar            | 26        |                        |    |           |           |       |
|  | Katar                  | Katar            | 26        |                        |    | Argentyna | Argentyna | 23    |
|  | 21 stycznia 2013 15:30 |                  |           |                        |    | Argentyna | Argentyna | 23    |
|  |                        |                  | Algieria  | Algieria               | 29 |           |           |       |
|  | Arabia Saudyjska       | Arabia Saudyjska | Algieria  | Algieria               | 29 | 24        |           |       |
|  | Arabia Saudyjska       | Arabia Saudyjska |           |                        |    |           |           |       |
|  | Algieria               | Algieria         | 28        |                        |    |           |           |       |
|  | Algieria               | Algieria         | 28        | Mecz o 3. miejsce      |    |           |           |       |
|  |                        |                  |           |                        |    |           |           |       |
|  | 22 stycznia 2013 17:45 |                  |           |                        |    |           |           |       |
|  |                        |                  |           |                        |    |           |           |       |
|  | Katar                  | Katar            | 30        |                        |    |           |           |       |
|  | Katar                  | Katar            | 30        |                        |    |           |           |       |
|  | Arabia Saudyjska       | Arabia Saudyjska | 33        |                        |    |           |           |       |
|  | Arabia Saudyjska       | Arabia Saudyjska | 33        |                        |    |           |           |       |

Półfinały
| 21 stycznia 201313:15 | Argentyna                           | 30:26(12:11) | Katar        | Polideportivo Municipal Aguas Vivas, Guadalajara Widzów: 1000 Sędzia: Bogdan Stark, Romeo Ștefan |
| 21 stycznia 201313:15 | Fernández 5 · Pizarro 5 · Simonet 5 | 30:26(12:11) | 6 Madadi     | Polideportivo Municipal Aguas Vivas, Guadalajara Widzów: 1000 Sędzia: Bogdan Stark, Romeo Ștefan |
| 21 stycznia 201313:15 | 2× · 3× · 1×                        | 30:26(12:11) | 8× · 4× · 1× | Polideportivo Municipal Aguas Vivas, Guadalajara Widzów: 1000 Sędzia: Bogdan Stark, Romeo Ștefan |

| 21 stycznia 201315:30 | Arabia Saudyjska | 24:28(11:15) | Algieria   | Polideportivo Municipal Aguas Vivas, Guadalajara Widzów: 500 Sędzia: Jesus Nilson Aires Menezes, Rogério Aparecido Pinto |
| 21 stycznia 201315:30 | Alsalem 7        | 24:28(11:15) | 7 Chehbour | Polideportivo Municipal Aguas Vivas, Guadalajara Widzów: 500 Sędzia: Jesus Nilson Aires Menezes, Rogério Aparecido Pinto |
| 21 stycznia 201315:30 | 4× · 3×          | 24:28(11:15) | 3× · 2×    | Polideportivo Municipal Aguas Vivas, Guadalajara Widzów: 500 Sędzia: Jesus Nilson Aires Menezes, Rogério Aparecido Pinto |

Mecz o 19. miejsce
| 22 stycznia 201317:45 | Arabia Saudyjska | 33:30(18:10) | Katar     | Polideportivo Municipal Aguas Vivas, Guadalajara Widzów: 800 Sędzia: Coulibaly, Diabaté |
| 22 stycznia 201317:45 | Alobaidi 7       | 33:30(18:10) | 8 Mabrouk | Polideportivo Municipal Aguas Vivas, Guadalajara Widzów: 800 Sędzia: Coulibaly, Diabaté |
| 22 stycznia 201317:45 | 4× · 3×          | 33:30(18:10) | 6× · 4×   | Polideportivo Municipal Aguas Vivas, Guadalajara Widzów: 800 Sędzia: Coulibaly, Diabaté |

Mecz o 17. miejsce
| 22 stycznia 201320:00 | Argentyna             | 23:29(10:12) | Algieria   | Polideportivo Municipal Aguas Vivas, Guadalajara Widzów: 1000 Sędzia: Al-Marzouqi, Al-Nuaimi |
| 22 stycznia 201320:00 | Pizarro 5 · Simonet 5 | 23:29(10:12) | 7 Chehbour | Polideportivo Municipal Aguas Vivas, Guadalajara Widzów: 1000 Sędzia: Al-Marzouqi, Al-Nuaimi |
| 22 stycznia 201320:00 | 2× · 3×               | 23:29(10:12) | 8× · 4×    | Polideportivo Municipal Aguas Vivas, Guadalajara Widzów: 1000 Sędzia: Al-Marzouqi, Al-Nuaimi |

## Faza pucharowa

### Drabinka
|  |                        |                    |                        |                        |                        |                        |                        |                   |                   |                   |                        |                        |                        |  |  |       |       |       |
|  | 1/8 finału             | 1/8 finału         | 1/8 finału             |                        |                        | Ćwierćfinały           | Ćwierćfinały           | Ćwierćfinały      |                   |                   | Półfinały              | Półfinały              | Półfinały              |  |  | Finał | Finał | Finał |
|  | 1/8 finału             | 1/8 finału         | 1/8 finału             |                        |                        | Ćwierćfinały           | Ćwierćfinały           | Ćwierćfinały      |                   |                   | Półfinały              | Półfinały              | Półfinały              |  |  | Finał | Finał | Finał |
|  | 20 stycznia 2013 20:15 |                    |                        |                        |                        |                        |                        |                   |                   |                   |                        |                        |                        |  |  |       |       |       |
|  |                        |                    |                        |                        |                        |                        |                        |                   |                   |                   |                        |                        |                        |  |  |       |       |       |
|  | Dania                  | Dania              | 30                     |                        |                        |                        |                        |                   |                   |                   |                        |                        |                        |  |  |       |       |       |
|  | Dania                  | Dania              | 30                     | 23 stycznia 2013 20:45 |                        |                        |                        |                   |                   |                   |                        |                        |                        |  |  |       |       |       |
|  | Tunezja                | Tunezja            | 23                     |                        |                        |                        |                        |                   |                   |                   |                        |                        |                        |  |  |       |       |       |
|  | Tunezja                | Tunezja            | 23                     |                        |                        | Dania                  | Dania                  | 28                |                   |                   |                        |                        |                        |  |  |       |       |       |
|  | 21 stycznia 2013 21:30 |                    |                        |                        |                        | Dania                  | Dania                  | 28                |                   |                   |                        |                        |                        |  |  |       |       |       |
|  |                        |                    | Węgry                  | Węgry                  | 26                     |                        |                        |                   |                   |                   |                        |                        |                        |  |  |       |       |       |
|  | Węgry                  | Węgry              | Węgry                  | Węgry                  | 26                     | 27                     |                        |                   |                   |                   |                        |                        |                        |  |  |       |       |       |
|  | Węgry                  | Węgry              |                        |                        |                        | 27                     | 25 stycznia 2013 21:15 |                   |                   |                   |                        |                        |                        |  |  |       |       |       |
|  | Polska                 | Polska             | 19                     |                        |                        |                        |                        |                   |                   |                   |                        |                        |                        |  |  |       |       |       |
|  | Polska                 | Polska             | 19                     |                        |                        | Dania                  | Dania                  | 30                |                   |                   |                        |                        |                        |  |  |       |       |       |
|  | 20 stycznia 2013 20:15 |                    |                        |                        |                        | Dania                  | Dania                  | 30                |                   |                   |                        |                        |                        |  |  |       |       |       |
|  |                        |                    | Chorwacja              | Chorwacja              | 24                     |                        |                        |                   |                   |                   |                        |                        |                        |  |  |       |       |       |
|  | Islandia               | Islandia           | Chorwacja              | Chorwacja              | 24                     | 28                     |                        |                   |                   |                   |                        |                        |                        |  |  |       |       |       |
|  | Islandia               | Islandia           | 23 stycznia 2013 21:30 |                        |                        | 28                     |                        |                   |                   |                   |                        |                        |                        |  |  |       |       |       |
|  | Francja                | Francja            | 30                     |                        |                        |                        |                        |                   |                   |                   |                        |                        |                        |  |  |       |       |       |
|  | Francja                | Francja            | 30                     |                        |                        | Francja                | Francja                | 23                |                   |                   |                        |                        |                        |  |  |       |       |       |
|  | 21 stycznia 2013 19:00 |                    |                        |                        |                        | Francja                | Francja                | 23                |                   |                   |                        |                        |                        |  |  |       |       |       |
|  |                        |                    | Chorwacja              | Chorwacja              | 30                     |                        |                        |                   |                   |                   |                        |                        |                        |  |  |       |       |       |
|  | Chorwacja              | Chorwacja          | Chorwacja              | Chorwacja              | 30                     | 33                     |                        |                   |                   |                   |                        |                        |                        |  |  |       |       |       |
|  | Chorwacja              | Chorwacja          |                        |                        |                        | 33                     | 27 stycznia 2013 17:15 |                   |                   |                   |                        |                        |                        |  |  |       |       |       |
|  | Białoruś               | Białoruś           | 24                     |                        |                        |                        |                        |                   |                   |                   |                        |                        |                        |  |  |       |       |       |
|  | Białoruś               | Białoruś           | 24                     |                        |                        | Dania                  | Dania                  | 19                |                   |                   |                        |                        |                        |  |  |       |       |       |
|  | 21 stycznia 2013 19:00 |                    |                        |                        |                        | Dania                  | Dania                  | 19                |                   |                   |                        |                        |                        |  |  |       |       |       |
|  |                        |                    | Hiszpania              | Hiszpania              | 35                     |                        |                        |                   |                   |                   |                        |                        |                        |  |  |       |       |       |
|  | Serbia                 | Serbia             | Hiszpania              | Hiszpania              | 35                     | 20                     |                        |                   |                   |                   |                        |                        |                        |  |  |       |       |       |
|  | Serbia                 | Serbia             | 23 stycznia 2013 19:00 |                        |                        | 20                     |                        |                   |                   |                   |                        |                        |                        |  |  |       |       |       |
|  | Hiszpania              | Hiszpania          | 31                     |                        |                        |                        |                        |                   |                   |                   |                        |                        |                        |  |  |       |       |       |
|  | Hiszpania              | Hiszpania          | 31                     |                        |                        | Hiszpania              | Hiszpania              | 28                |                   |                   |                        |                        |                        |  |  |       |       |       |
|  | 20 stycznia 2013 15:45 |                    |                        |                        |                        | Hiszpania              | Hiszpania              | 28                |                   |                   |                        |                        |                        |  |  |       |       |       |
|  |                        |                    | Niemcy                 | Niemcy                 | 24                     |                        |                        |                   |                   |                   |                        |                        |                        |  |  |       |       |       |
|  | Niemcy                 | Niemcy             | Niemcy                 | Niemcy                 | 24                     | 28                     |                        |                   |                   |                   |                        |                        |                        |  |  |       |       |       |
|  | Niemcy                 | Niemcy             |                        |                        |                        | 28                     | 25 stycznia 2013 19:15 |                   |                   |                   |                        |                        |                        |  |  |       |       |       |
|  | Macedonia Północna     | Macedonia Północna | 23                     |                        |                        |                        |                        |                   |                   |                   |                        |                        |                        |  |  |       |       |       |
|  | Macedonia Północna     | Macedonia Północna | 23                     |                        |                        | Hiszpania              | Hiszpania              | 26                |                   |                   |                        |                        |                        |  |  |       |       |       |
|  | 20 stycznia 2013 17:30 |                    |                        |                        |                        | Hiszpania              | Hiszpania              | 26                |                   |                   |                        |                        |                        |  |  |       |       |       |
|  |                        |                    | Słowenia               | Słowenia               | 22                     |                        |                        | Mecz o 3. miejsce | Mecz o 3. miejsce | Mecz o 3. miejsce |                        |                        |                        |  |  |       |       |       |
|  | Brazylia               | Brazylia           | Słowenia               | Słowenia               | 22                     | 26                     |                        |                   |                   | Mecz o 3. miejsce |                        |                        |                        |  |  |       |       |       |
|  | Brazylia               | Brazylia           |                        |                        | 23 stycznia 2013 18:15 | 23 stycznia 2013 18:15 | 23 stycznia 2013 18:15 |                   |                   |                   | 26 stycznia 2013 19:00 | 26 stycznia 2013 19:00 | 26 stycznia 2013 19:00 |  |  |       |       |       |
|  | Rosja                  | Rosja              | 27                     |                        | 23 stycznia 2013 18:15 | 23 stycznia 2013 18:15 | 23 stycznia 2013 18:15 |                   |                   |                   | 26 stycznia 2013 19:00 | 26 stycznia 2013 19:00 | 26 stycznia 2013 19:00 |  |  |       |       |       |
|  | Rosja                  | Rosja              | 27                     |                        |                        | Rosja                  | Rosja                  | 27                | Chorwacja         | Chorwacja         | 31                     |                        |                        |  |  |       |       |       |
|  | 21 stycznia 2013 19:00 |                    |                        |                        |                        | Rosja                  | Rosja                  | 27                | Chorwacja         | Chorwacja         | 31                     |                        |                        |  |  |       |       |       |
|  |                        |                    | Słowenia               | Słowenia               | 28                     |                        |                        | Słowenia          | Słowenia          | 26                |                        |                        |                        |  |  |       |       |       |
|  | Słowenia               | Słowenia           | Słowenia               | Słowenia               | 28                     | 31                     |                        | Słowenia          | Słowenia          | 26                |                        |                        |                        |  |  |       |       |       |
|  | Słowenia               | Słowenia           |                        |                        |                        |                        |                        |                   |                   |                   |                        |                        |                        |  |  |       |       |       |
|  | Egipt                  | Egipt              | 26                     |                        |                        |                        |                        |                   |                   |                   |                        |                        |                        |  |  |       |       |       |
|  | Egipt                  | Egipt              | 26                     |                        |                        |                        |                        |                   |                   |                   |                        |                        |                        |  |  |       |       |       |

### 1/8 finału
| 20 stycznia 201315:45 | Niemcy  | 28:23(13:9) | Macedonia Północna | Palau Sant Jordi, Barcelona Widzów: 6000 Sędzia: Krstič, Ljubič |
| 20 stycznia 201315:45 | Kneer 5 | 28:23(13:9) | 8 K. Łazarow       | Palau Sant Jordi, Barcelona Widzów: 6000 Sędzia: Krstič, Ljubič |
| 20 stycznia 201315:45 | 4× · 4× | 28:23(13:9) | 6× · 3×            | Palau Sant Jordi, Barcelona Widzów: 6000 Sędzia: Krstič, Ljubič |

| 20 stycznia 201317:30 | Brazylia               | 26:27(14:14) | Rosja     | Pabellón Príncipe Felipe, Saragossa Widzów: 1600 Sędzia: Leifsson, Pálsson |
| 20 stycznia 201317:30 | Teixeira 6 · Ribeiro 6 | 26:27(14:14) | 11 Gorbok | Pabellón Príncipe Felipe, Saragossa Widzów: 1600 Sędzia: Leifsson, Pálsson |
| 20 stycznia 201317:30 | 3× · 3×                | 26:27(14:14) | 3× · 3×   | Pabellón Príncipe Felipe, Saragossa Widzów: 1600 Sędzia: Leifsson, Pálsson |

| 20 stycznia 201320:15 | Dania       | 30:23(16:11) | Tunezja     | Pabellón Príncipe Felipe, Saragossa Widzów: 1700 Sędzia: Gubica, Milošević |
| 20 stycznia 201320:15 | Markussen 6 | 30:23(16:11) | 5 Boughanmi | Pabellón Príncipe Felipe, Saragossa Widzów: 1700 Sędzia: Gubica, Milošević |
| 20 stycznia 201320:15 | 4× · 2×     | 30:23(16:11) | 7× · 4×     | Pabellón Príncipe Felipe, Saragossa Widzów: 1700 Sędzia: Gubica, Milošević |

| 20 stycznia 201320:15 | Islandia   | 28:30(14:15) | Francja    | Palau Sant Jordi, Barcelona Widzów: 7000 Sędzia: Naczewski, Nikołow |
| 20 stycznia 201320:15 | Ólafsson 7 | 28:30(14:15) | 7 Honrubia | Palau Sant Jordi, Barcelona Widzów: 7000 Sędzia: Naczewski, Nikołow |
| 20 stycznia 201320:15 | 2× · 3×    | 28:30(14:15) | 3×         | Palau Sant Jordi, Barcelona Widzów: 7000 Sędzia: Naczewski, Nikołow |

| 21 stycznia 201321:30 | Chorwacja   | 33:24(21:9) | Białoruś                                           | Pabellón Príncipe Felipe, Saragossa Widzów: 5600 Sędzia: Ivan Caçador, Eurico Nicolau |
| 21 stycznia 201321:30 | Stepančić 6 | 33:24(21:9) | 4 Każaneuski · 4 Rutenka · 4 Rutenka · 4 Szyłowicz | Pabellón Príncipe Felipe, Saragossa Widzów: 5600 Sędzia: Ivan Caçador, Eurico Nicolau |
| 21 stycznia 201321:30 | 2× · 3×     | 33:24(21:9) | 2× · 2×                                            | Pabellón Príncipe Felipe, Saragossa Widzów: 5600 Sędzia: Ivan Caçador, Eurico Nicolau |

| 21 stycznia 201319:00 | Słowenia  | 31:26(19:11) | Egipt      | Palau Sant Jordi, Barcelona Widzów: 3000 Sędzia: Michal Baďura, Jaroslav Ondogrecula |
| 21 stycznia 201319:00 | Dolenec 6 | 31:26(19:11) | 10 Mostafa | Palau Sant Jordi, Barcelona Widzów: 3000 Sędzia: Michal Baďura, Jaroslav Ondogrecula |
| 21 stycznia 201319:00 | 5× · 4×   | 31:26(19:11) | 3× · 3×    | Palau Sant Jordi, Barcelona Widzów: 3000 Sędzia: Michal Baďura, Jaroslav Ondogrecula |

| 21 stycznia 201321:30 | Węgry      | 27:19(10:9) | Polska       | Palau Sant Jordi, Barcelona Sędzia: Lars Geipel, Marcus Helbig |
| 21 stycznia 201321:30 | Iváncsik 6 | 27:19(10:9) | 5 B. Jurecki | Palau Sant Jordi, Barcelona Sędzia: Lars Geipel, Marcus Helbig |
| 21 stycznia 201321:30 | 2× · 3×    | 27:19(10:9) | 2× · 3×      | Palau Sant Jordi, Barcelona Sędzia: Lars Geipel, Marcus Helbig |

| 21 stycznia 201319:00 | Serbia       | 20:31(12:20) | Hiszpania    | Pabellón Príncipe Felipe, Saragossa Widzów: 9400 Sędzia: Václav Horáček, Jiří Novotný |
| 21 stycznia 201319:00 | Nenadić 4    | 20:31(12:20) | 7 Rocas      | Pabellón Príncipe Felipe, Saragossa Widzów: 9400 Sędzia: Václav Horáček, Jiří Novotný |
| 21 stycznia 201319:00 | 5× · 4× · 1× | 20:31(12:20) | 3× · 4× · 1× | Pabellón Príncipe Felipe, Saragossa Widzów: 9400 Sędzia: Václav Horáček, Jiří Novotný |

### Ćwierćfinały
| 23 stycznia 201320:45 | Dania       | 28:26(18:11) | Węgry   | Palau Sant Jordi, Barcelona Widzów: 8000 Sędzia: Krstič, Ljubič |
| 23 stycznia 201320:45 | Lindberg 10 | 28:26(18:11) | 8 Nagy  | Palau Sant Jordi, Barcelona Widzów: 8000 Sędzia: Krstič, Ljubič |
| 23 stycznia 201320:45 | 6× · 3×     | 28:26(18:11) | 3× · 4× | Palau Sant Jordi, Barcelona Widzów: 8000 Sędzia: Krstič, Ljubič |

| 23 stycznia 201321:30 | Francja     | 23:30(12:13) | Chorwacja    | Pabellón Príncipe Felipe, Saragossa Widzów: 7500 Sędzia: Raluy, Sabroso |
| 23 stycznia 201321:30 | Sorhaindo 5 | 23:30(12:13) | 9 Duvnjak    | Pabellón Príncipe Felipe, Saragossa Widzów: 7500 Sędzia: Raluy, Sabroso |
| 23 stycznia 201321:30 | 3× · 4×     | 23:30(12:13) | 3× · 4× · 1× | Pabellón Príncipe Felipe, Saragossa Widzów: 7500 Sędzia: Raluy, Sabroso |

| 23 stycznia 201318:15 | Rosja                   | 27:28(13:14) | Słowenia            | Palau Sant Jordi, Barcelona Sędzia: Geipel, Helbig |
| 23 stycznia 201318:15 | Dibirow 6 · Szelmenko 6 | 27:28(13:14) | 5 Žvižej · 5 Zorman | Palau Sant Jordi, Barcelona Sędzia: Geipel, Helbig |
| 23 stycznia 201318:15 | 11× · 4× · 3×           | 27:28(13:14) | 5× · 3×             | Palau Sant Jordi, Barcelona Sędzia: Geipel, Helbig |

| 23 stycznia 201319:00 | Hiszpania               | 28:24(12:14) | Niemcy           | Pabellón Príncipe Felipe, Saragossa Widzów: 10 600 Sędzia: Gubica, Milošević |
| 23 stycznia 201319:00 | Aguinagalde 7 · Tomás 7 | 28:24(12:14) | 6 Christophersen | Pabellón Príncipe Felipe, Saragossa Widzów: 10 600 Sędzia: Gubica, Milošević |
| 23 stycznia 201319:00 | 4× · 2×                 | 28:24(12:14) | 7× · 3×          | Pabellón Príncipe Felipe, Saragossa Widzów: 10 600 Sędzia: Gubica, Milošević |

### Półfinały
| 25 stycznia 201319:15 | Hiszpania  | 26:22(13:12) | Słowenia | Palau Sant Jordi, Barcelona Sędzia: Hlynur Leifsson, Anton Pálsson |
| 25 stycznia 201319:15 | Cañellas 5 | 26:22(13:12) | 7 Marguč | Palau Sant Jordi, Barcelona Sędzia: Hlynur Leifsson, Anton Pálsson |
| 25 stycznia 201319:15 | 2× · 3×    | 26:22(13:12) | 3× · 4×  | Palau Sant Jordi, Barcelona Sędzia: Hlynur Leifsson, Anton Pálsson |

| 25 stycznia 201321:30 | Dania    | 30:24(14:11) | Chorwacja | Palau Sant Jordi, Barcelona Sędzia: Václav Horáček, Jiří Novotný |
| 25 stycznia 201321:30 | Eggert 9 | 30:24(14:11) | 6 Bičanić | Palau Sant Jordi, Barcelona Sędzia: Václav Horáček, Jiří Novotný |
| 25 stycznia 201321:30 | 3× · 3×  | 30:24(14:11) | 2× · 3×   | Palau Sant Jordi, Barcelona Sędzia: Václav Horáček, Jiří Novotný |

### Mecz o 3. miejsce
| 26 stycznia 201319:00 | Słowenia     | 26:31(13:14) | Chorwacja           | Palau Sant Jordi, Barcelona Widzów: 8500 Sędzia: Ǵorǵe Naczewski, Sławko Nikołow |
| 26 stycznia 201319:00 | Kavtičnik 4  | 26:31(13:14) | 8 Duvnjak · 8 Čupić | Palau Sant Jordi, Barcelona Widzów: 8500 Sędzia: Ǵorǵe Naczewski, Sławko Nikołow |
| 26 stycznia 201319:00 | 2× · 4× · 1× | 26:31(13:14) | 4× · 3×             | Palau Sant Jordi, Barcelona Widzów: 8500 Sędzia: Ǵorǵe Naczewski, Sławko Nikołow |

### Finał
| 27 stycznia 201317:15 | Hiszpania  | 35:19(18:10) | Dania                       | Palau Sant Jordi, Barcelona Sędzia: Nenad Krstič, Peter Ljubič |
| 27 stycznia 201317:15 | Cañellas 7 | 35:19(18:10) | 4 Møllgaard · 4 Søndergaard | Palau Sant Jordi, Barcelona Sędzia: Nenad Krstič, Peter Ljubič |
| 27 stycznia 201317:15 | 3× · 3×    | 35:19(18:10) | 2× · 3×                     | Palau Sant Jordi, Barcelona Sędzia: Nenad Krstič, Peter Ljubič |

## Klasyfikacja końcowa
| Miejsce | Reprezentacja      |
| ------- | ------------------ |
| złoto   | Hiszpania          |
| srebro  | Dania              |
| brąz    | Chorwacja          |
| 4       | Słowenia           |
| 5       | Niemcy             |
| 6       | Francja            |
| 7       | Rosja              |
| 8       | Węgry              |
| 9       | Polska             |
| 10      | Serbia             |
| 11      | Tunezja            |
| 12      | Islandia           |
| 13      | Brazylia           |
| 14      | Macedonia Północna |
| 15      | Białoruś           |
| 16      | Egipt              |
| 17      | Algieria           |
| 18      | Argentyna          |
| 19      | Arabia Saudyjska   |
| 20      | Katar              |
| 21      | Korea Południowa   |
| 22      | Czarnogóra         |
| 23      | Chile              |
| 24      | Australia          |

## Nagrody indywidualne
Nagrody indywidualne zdobyli:
| MVP           | Najlepszy strzelec | Najlepszy bramkarz     | Najlepszy lewoskrzydłowy | Najlepszy prawoskrzydłowy | Najlepszy lewy rozgrywający | Najlepszy środkowy rozgrywający | Najlepszy prawy rozgrywający | Najlepszy obrotowy |
| ------------- | ------------------ | ---------------------- | ------------------------ | ------------------------- | --------------------------- | ------------------------------- | ---------------------------- | ------------------ |
| Mikkel Hansen | Anders Eggert      | Niklas Landin Jacobsen | Timur Dibirow            | Hans Lindberg             | Alberto Entrerríos          | Domagoj Duvnjak                 | László Nagy                  | Julen Aguinagalde  |

## Statystyki
| Miejsce | Zawodnik                | Zespół             | Bramki | Strzały | %   | Mecze |
| ------- | ----------------------- | ------------------ | ------ | ------- | --- | ----- |
| 1       | Anders Eggert           | Dania              | 55     | 65      | 85% | 9     |
| 2       | Ivan Čupić              | Chorwacja          | 50     | 70      | 71% | 9     |
| 3       | Timur Dibirow           | Rosja              | 46     | 68      | 67% | 7     |
| 4       | Siarhiej Rutenka        | Białoruś           | 46     | 69      | 66% | 6     |
| 5       | Kirił Łazarow           | Macedonia Północna | 44     | 75      | 58% | 6     |
| 6       | Ahmed Mostafa           | Egipt              | 42     | 77      | 54% | 6     |
| 7       | Guðjón Valur Sigurðsson | Islandia           | 41     | 70      | 58% | 6     |
| 8       | Domagoj Duvnjak         | Chorwacja          | 41     | 72      | 57% | 9     |
| 9       | Emil Feuchtmann         | Chile              | 40     | 65      | 61% | 7     |
| 10      | Jure Dolenec            | Słowenia           | 39     | 51      | 76% | 9     |

| Miejsce | Zawodnik           | Zespół           | %   | Obrony | Strzały |
| ------- | ------------------ | ---------------- | --- | ------ | ------- |
| 1       | Marcin Wichary     | Polska           | 47% | 34     | 73      |
| 2       | Karim Mostafa      | Egipt            | 44% | 22     | 50      |
| 3       | Péter Tatai        | Węgry            | 43% | 46     | 106     |
| 4       | Wadim Bogdanow     | Rosja            | 40% | 35     | 88      |
| 5       | José Manuel Sierra | Hiszpania        | 39% | 33     | 84      |
| 6       | Primož Prošt       | Słowenia         | 39% | 56     | 143     |
| 7       | Roland Mikler      | Węgry            | 38% | 67     | 174     |
| 8       | Lee Dong-myung     | Korea Południowa | 38% | 34     | 89      |
| 9       | Filip Ivić         | Chorwacja        | 38% | 19     | 50      |
| 10      | Carsten Lichtlein  | Niemcy           | 38% | 17     | 45      |